# Aly Raisman
Aly Raisman   (Needham, 25 de maig de 1994) és una gimnasta artística estatunidenca. En els Jocs Olímpics de Londres 2012, va ser capitana de l'equip estatunidenc, guanyador de la medalla d'or en aquesta competència. De forma individual va guanyar una medalla d'or en el sòl i una medalla de bronze en la biga d'equilibri. També va formar part de l'equip nord-americà en els mundials celebrats en 2010 i 2011,competició on es va portar la medalla de plata i or respectivament. En 2013, va aparèixer en Dancing with the Stars. El Campionat Mundial de Glasgow de 2015 va marcar el seu retorn a la competició internacional, on va formar part de l'equip nord-americà, guanyador de la medalla d'or.

## Dades biogràfiques
Raisman va néixer el 25 de maig de 1994 a Needham, Massachusetts, Estats Units. És filla de Lynn Faber i Rick Raisman. Raisman és jueva. La seva mare va ser gimnasta de l'escola secundària. Aly té tres germans menors: Brett, Chloe, i Madison.
Raisman va començar a practicar gimnàstica als dos anys. Atribueix la seva passió per la gimnàstica a l'equip olímpic femení nord-americà que va guanyar l'or en els Jocs Olímpics d'Atlanta de 1996 recordat com les "Magnificent Seven".

## Carrera Junior

### 2009
A l'abril va competir en el Clàssic nord-americà en Sant Diego, Califòrnia. Es va col·locar desena en el all-around amb una puntuació de 53.383.
El juliol va competir en el CoverGirl Classic en Des Moines, Iowa. Es va col·locar dotzena en el circuit complet individual amb una puntuació de 54.050.
L'agost va participar en els Campionats Nacionals celebrats en Dallas on va quedar tercera en el General Individual.
Al novembre va participar en el Campionat Junior Pan American celebrat a Brasil. Allí va aconseguir una puntuació de 14.950 en salt i de 14.050 en sòl en la prova General per equips contribuint a la medalla d'or guanyada pel seu país. En la individual, va quedar tercera en la final general individual amb una puntuació de 56.200 i primera en la final de salt (14.700) i en la de sòl (14.400).

## Carrera professional

### 2010
Al març va participar en la American Cup celebrada en Worcester, Massachusetts on es va classificar segona en la prova completa individual amb una puntuació de 58.900.
Aquest mateix mes va participar en el trofeu City of Jesolo a Itàlia on va aconseguir la millor puntuació amb 57.650 punts.
Al maig va competir en el Pacific Rim Championships a Melbourne. Va ajudar l'equip nord-americà a guanyar la medalla d'or en la final general per equips. A més va quedar segona en el circuit complet individual amb una puntuació de 58.250, setena en la prova de barres asimètriques, segona en biga d'equilibri i segona en l'exercici de sòl.
El juliol es va classificar cinquena en el O.S. Classic celebrat en Chicago amb una puntuació de 55.700.
L'agost va participar en el campionat nacional celebrat en Hartford, Connecticut. Allí va quedar tercera en el circuit individual, tercera en la biga d'equilibri i tercera en l'exercici de terra.
A l'octubre va formar part de l'equip nacional que va participar en els mundials de gimnàstica artística de 2010 celebrats en Rotterdam. Va contribuir en la medalla de plata que va aconseguir l'equip nord-americà. També va quedar en el lloc número 13 en el circuit individual i quarta en l'exercici de sòl.

### 2011
Al març va quedar tercera en la American Cup celebrada en Jacksonville, Florida. Més tard va tornar a classificar-se tercera en el trofeu City of Jesolo celebrat a Itàlia.
El juliol va guanyar el circuit individual en el U.S. Classic de Chicago amb una puntuació de 57.250.
L'agost va participar en el Campionat Nacional de St. Paul, Minnesota, on es va classificar tercera en el circuit individual, sisena en biga d'equilibri i tercera en sòl.
A l'octubre, Raisman es va convertir en la capitana de l'equip de gimnàstica dels Estats Units després de la lesió de la seva companya Alicia Sacramone en el mundial de gimnàstica d'aquest any, celebrat en Tòquio, on l'equip nord-americà va aconseguir la medalla d'or en la final per equips i Raisman va aconseguir la medalla de bronze en la final de sòl amb una puntuació de 15.000.
Al novembre, Raisman va decidir convertir-se en atleta professional i va renunciar al seu elegibilitat en la NCAA. A més, Raisman va signar un contracte amb Octagon, una empresa de direcció esportiva.

### 2012
Al març, Raisman va competir en la American Cup celebrada en Nova York on va quedar segona en el circuit individual. També va participar en el trofeu City of Jesolo on va quedar segona amb una puntuació de 59.040.
Al maig va competir en el U.S Classic de Chicago i va guanyar el circuit individual amb una puntuació de 60.350.
Al juny va participar en el Campionat Nacional en St. Louis on va quedar tercera en la prova general individual, primera en biga d'equilibri i primera en l'exercici de terra.
A principis de juliol, Raisman va participar en els Olympic Trials (proves de selecció de l'equip olímpic), on va quedar tercera en el circuit individual, primera en biga d'equilibri i primera en sòl. Raisman va ser una de les atletes triades per formar part de l'equip olímpic nord-americà.

#### Jocs Olímpics de Londres 2012
A la fi de juliol, Raisman va competir en els Jocs Olímpics de 2012 en Londres. Va ajudar l'equip dels Estats Units —sobrenomenat el «Fierce Five»— a classificar-se en primer lloc per a la final per equips. A més, també es va classificar en el segon lloc de la prova individual amb un puntaje de 60,391, cinquena en la final de biga d'equilibri amb una puntuació de 15.100 i la primera a la final de sòl amb un puntaje de 15,325.
Raisman va aconseguir la medalla d'or en el circuit per equips al costat de les seves companyes Gabrielle Douglas, Jordyn Wieber, McKayla Maroney i Kyla Ross.
A més, va aconseguir una medalla de bronze en la final de biga d'equilibri amb una puntuació de 15.066 després que la seleccionadora de l'equip demanés una revisió de la nota de Raisman. També va aconseguir la medalla d'or olímpica en la final de l'exercici de sòl amb una puntuació de 15.600 i convertint-se en la primera gimnasta nord-americana a guanyar un or olímpic en sòl.

#### Després dels Jocs Olímpics
Al setembre de 2012, Raisman va participar en el Kellogg's Tour de Gimnàstica per tot el país. Va sofrir una lesió durant l'exhibició en Califorina.
Després dels Jocs Olímpics i per recomanació del seu entrenador, Mihai Brestyan, Raisman es va prendre un any de descans abans de tornar a l'elit professional.
Al novembre de 2014 va ser demanada una altra vegada per l'equip nacional de gimnàstica.

### 2015
Raisman va fer la seva volta a la competició en el trofeu City of Jesolo al març. Allí va aconseguir l'or en la prova per equips, i el bronze en les proves individuals de circuit complet i sòl.
El juliol va participar en el O.S. Classic on va quedar en la posició número nou en barres asimètriques, segona en biga d'equilibri i cinquena en sòl, on va presentar una rutina de major dificultat que la que havia realitzat en Londres 2012.
L'agost va participar en els Campionats Nacionals en Indianapolis, on va quedar tercera per darrere de Simone Biles i Maggie Nichols.
Després de la competició, Raisman va ser cridada per l'equip nacional per participar en les proves de selecció per al Mundial.
A l'octubre de 2016 va formar part de l'equip nord-americà al costat de les seves companyes Simone Biles, Gabrielle Douglas, Brenna Dowell, Madison Kocian, Mckyla Skinner i Maggie Nichols. Va ajudar l'equip a classificar-se per a la final per equips i, posteriorment a guanyar la medalla d'or participant en els exercicis de sòl i biga d'equilibri.

### 2016
Raisman va començar la temporada participant en el trofeu City of Jesolo i en el Pacific Rim Championships on va guanyar la medalla d'or amb l'equip nord-americà, la medalla de plata en el circuit individual, la medalla de plata en biga d'equilibri i la medalla d'or en sòl.
Més tard va participar en el O.S Classic on va aconseguir la primera posició en el circuit individual, en sòl i en salt, i la tercera posició en biga d'equilibri.
Al juny va participar en els Campionats Nacionals on va aconseguir la segona posició en el circuit complet individual.
El juliol va participar en els Olympic Trials (proves de selecció per a l'equip olímpic), on es va classificar tercera per darrere de Simone Biles i Lauren Hernandez. Raisman va ser seleccionada per representar els Estats Units en els Jocs Olímpics de Rio 2016 com a capitana de l'equip de gimnàstica artística femení al costat de Simone Biles, Gabrielle Douglas, Lauren Hernandez i Madison Kocian.

#### Jocs Olímpics Rio de Janeiro 2016

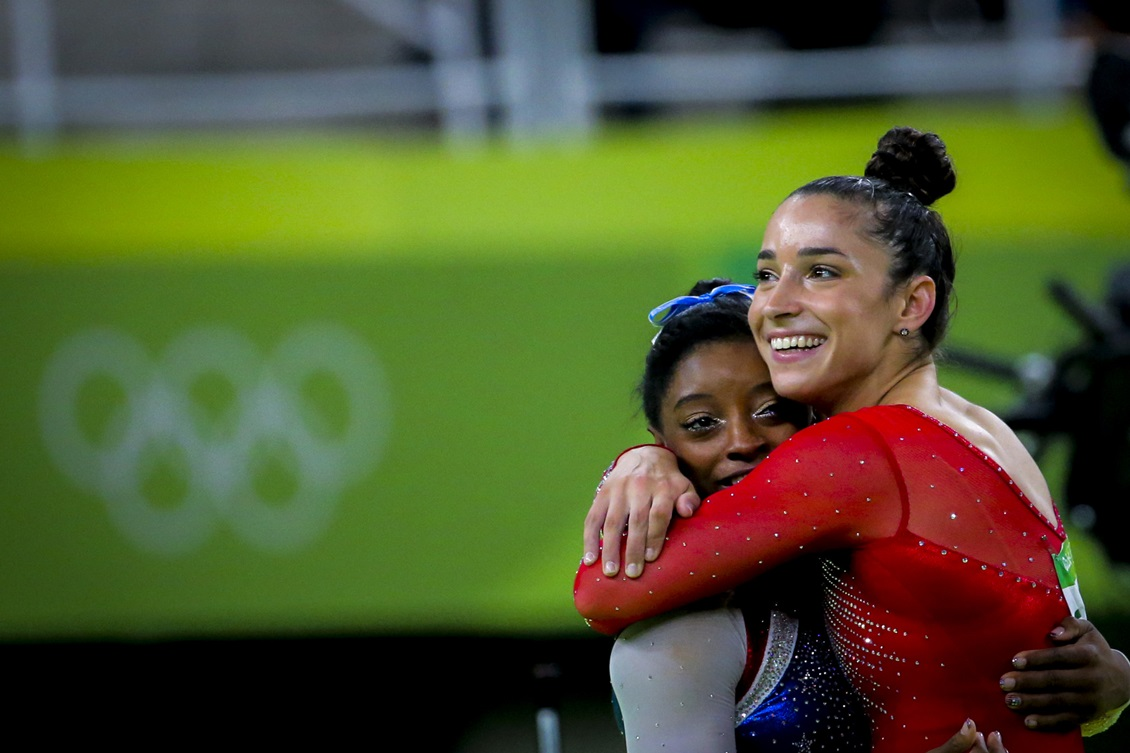
Raisman i Biles en els Jocs Olímpics de Rio 2016

L'agost de 2016 va participar en els Jocs Olímpics de Rio de Janeiro formant part de l'equip nacional del seu país sobrenomenat «Final Five», ja que seran les últimes olimpíades que els equips competeixin en grups de cinc atletes (en Tòquio 2020, es competirà en equips de quatre) i també perquè és l'últim cicle olímpic de la coordinadora de l'equip nacional dels Estats Units, la romanesa Martha Karolyi.
Raisman va participar en la classificació dels Jocs de Rio obtenint una puntuació de 14.733 en barres asimètriques, aconseguint un vintè segon lloc; 15.275 en sòl, aconseguint el segon lloc, i 14.833 en escombri d'equilibri, acabant en setè lloc.
Va aconseguir l'or olímpic en la final del circuit complet per equips al costat de les seves companyes d'equip Simone Biles, Gabrielle Douglas, Madison Kocian i Laurie Hernandez, amb una puntuació total de 184.879. A més, també va guanyar dues medalles de plata en la final individual amb una puntuació de 60.098 i en la final de sòl amb una puntuació de 15.500; en ambdues categories per darrere de la seva companya d'equip Simone Biles.

## Dancing with the Stars
En 2013, Aly Raisman va participar en la temporada 16 del reality nord-americà de ball «Dancing with the Stars» (ballant amb els estels), on va quedar en quarta posició al costat del seu company Mark Ballas.

## Vida privada
Des d'agost de 2016 manté una relació amb el jugador de futbol americà de la NFL Colton Underwood. Tots dos es van conèixer via Twitter després que Shawn Johnson, exgimnasta i amiga de Raisman, i el seu marit Andrew East, també jugador de futbol americà, els posessin en contacte.